# Villa romana da Granja dos Serrões
A Villa romana da Granja dos Serrões é um conjunto arqueológico encontrado na freguesia de Montelavar, perto de Lisboa, Portugal.
O Sítio Arqueológico da Granja dos Serrões localiza-se, do ponto de vista administrativo no distrito de Lisboa, Município de Sintra, União das freguesias de Almargem do Bispo, Pêro Pinheiro, Montelavar.
A sua designação em processo de classificação é Sítio Arqueológico da Granja dos Serrões (IPA.00022702) e na base de dados Endovélico Villa romana de Granja dos Serrões (CNS 3245).
A categoria de Proteção / Categoria atribuída é a de SIP - Sítio de Interesse Público.
Na Portaria n.º 268/2013, DR, 2.ª série, n.º 90, de 10-05-2013A relativa à classificação do Sítio Arqueológico da Granja dos Serrões, pode ler-se que este integra “um conjunto de vestígios de grande valor patrimonial e natural, onde os testemunhos arqueológicos surgem intrinsecamente ligados às características geológicas do local – classificado como Património Natural – associado ao coberto arbustivo e arbóreo representativo da vegetação espontânea da região, com reconhecido interesse do ponto de vista paisagístico e científico.”
A uilla romana, na década de 1970 foi alvo de recolhas e sondagens por arqueólogos amadores, que detetaram um habitat romano disperso por quase toda as superfície dos três terrenos localizados a sul da Granja dos Serrões. 
Dos abundantes materiais recolhidos durante as duas intervenções, embora com uma natural maior incidência para a última (1994), subsiste um vasto espólio: cerâmicas de época romana (dolia, ânforas, terra sigillata); materiais de construção romanos; centenas de tesselas, nomeadamente de cor branca e outras tantas por talhar, aparentemente associadas a instrumentos de ferro (testemunhos da respetiva manufactura), o que poderá pressupor a existência, na própria uilla, de uma oficina especializada na matéria; metais (pregos, cavilhas, argolas, dois cinturões visigóticos, moedas do século III e IV d. C); fragmentos de fuste; sete monólitos em granito; imbrices e pondera; vidros e restos osteológicos. Este vasto espólio encontra-se diretamente relacionado com a vivência decorrida no interior da uilla até ao seu período de abandono, o que, pela análise formal dos objetos exumados, poderá ter ocorrido entre finais do século V, princípios do VI.
As estruturas da uilla mantinham um notável estado de conservação. Regista-se um corredor externo pavimentado, a soleira de uma porta e três compartimentos de planta quadrangular, pertencentes à denominada pars rustica, a par de um segundo muro que lhe seria externo e que foi assente diretamente sobre o afloramento rochoso. Registou-se ainda a existência de três caleiras e de uma muralha bastante larga noutros setores da escavação, constituída por grandes blocos e fragmentos cerâmicos, interpretada como uma estrutura defensiva de assinaláveis dimensões, datada do período baixo imperial.
O vasto acervo epigráfico identificado é um enorme contributo para o conhecimento do cotidiano da Lusitânia romana e poderá estar associado a vestígios de um templo dedicado a Júpiter, bem como a um mausoléu de grandes dimensões. Regista-se ainda no quadro dos espaço de morte, uma sepultura de incineração datada do século I a. C. e uma necrópole de inumação alto-medieval.